# Cacomantis flabelliformis
Cacomantis flabelliformis е вид птица от семейство Cuculidae. Видът е незастрашен от изчезване.

## Разпространение
Разпространен е в Австралия, Фиджи, Индонезия, Нова Каледония, Папуа-Нова Гвинея, Соломоновите острови и Вануату.